# Kamienica przy placu Na Groblach 7 w Krakowie
Kamienica przy placu Na Groblach 7 – zabytkowa kamienica znajdująca się w Krakowie, w dzielnicy I przy pl. Na Groblach 7 na rogu z ul. Tarłowską 1, na Nowym Świecie.
Kamienica została wzniesiona w 1898 roku, według projektu architekta Leopolda Tlachny.
25 kwietnia 1994 kamienica została wpisana do rejestru zabytków. Znajduje się także w gminnej ewidencji zabytków.